# Vojtěch Holeček
Vojtěch Holeček (8. listopadu 1891 Praha – 13. června 1969 Praha) byl československý politik a meziválečný poslanec Národního shromáždění za Národní sjednocení.

## Biografie
Angažoval se v Československých legiích v Rusku. Zde se setkal se svou pozdější manželkou Boženou Seidlovou, rovněž členkou legií. Měl hodnost majora. Profesí byl šéfredaktorem Národních listů. Spolu s Rudolfem Medkem sestavil, sepsal a vydal reprezentativní čtyřdílnou vekou obrázkovou kroniku československých legií, z níž jej proslavil zejména druhý díl nazvaný Pod vedením T. G. Masaryka, zachycující období bojů a budování československých legií na Rusi od Zborovské bitvy (2. července 1917) až do odjezdu profesora Masaryka (7. března 1918) transsibiřskou magistrálou do Vladivostoku.
V roce 1918 patřil mezi významné politiky České státoprávní demokracie (pozdější Československá národní demokracie), v níž představoval elity českého kulturního a společenského života. Podle údajů z roku 1935 bydlel v Praze.
V parlamentních volbách v roce 1935 byl zvolen do Národního shromáždění za Národní sjednocení. Mandát si oficiálně podržel do zrušení parlamentu 1939, přičemž v prosinci 1938 ještě přestoupil do poslaneckého klubu nově ustavené Strany národní jednoty.